# Bicaz
Bicaz és una ciutat del comtat de Neamț, a l'oest de Moldàvia, Romania situada a les muntanyes dels Carpats orientals, prop de la confluència dels rius Bicaz i Bistrița i prop del llac Bicaz, un llac artificial format per la presa Bicaz al Bistrița.
Bicaz solia ser una ciutat fronterera fins al 1918. Sis pobles són administrats per la ciutat: Capșa, Dodeni, Izvoru Alb, Izvoru Muntelui, Potoci i Secu.

## Economia
Abans de la construcció de la presa (1950-1960) l'assentament era només un poble de muntanya als Carpats orientals on la principal activitat econòmica era la collita de fusta. Per tradició, els troncs dels arbres estaven units entre si, formant una bassa (pluta); un raftman (romanès: plutaș) solia conduir la bassa del riu Bistrița riu avall fins a les instal·lacions de processament de la fusta a Piatra Neamț.
La construcció de la presa va crear també una indústria horitzontal: es van construir dues plantes de ciment i àrids a Bicaz i a la propera Tașca. Això, juntament amb la construcció de la central hidroelèctrica de Bicaz-Stejaru 10 km (6,2 mi) a l'est) va desencadenar un boom econòmic relatiu durant el període comunista.
La fàbrica de ciment Bicaz es va tancar després de la Revolució Romanesa de 1989 i es va desmuntant lentament. D'altra banda, la fàbrica de ciment de Tașca va ser adquirida pel grup alemany HeidelbergCement i va ser completament revisada. La ciutat té també un parell de fusta fàbriques i instal·lacions de processament de la fusta.

## Accés
La ciutat té accés a dues carreteres nacionals: DN15 i DN12C mentre que l'estació de tren de Bicaz és l'estació terminal de la línia 509 de CFR amb servei diari programat a Bucarest Nord. La ciutat va servir també com a port amb servei de ferri programat amb els pobles a la vora del llac als anys seixanta i setanta. Avui la instal·lació només ofereix creuers d'oci de temporada.

## Turisme
La ciutat es troba a prop de dues importants destinacions turístiques de Romania: el massís de Ceahlău (12,5 km) km nord i parc nacional Cheile Bicazului-Hășmaș (25,5 km) a l'oest). La impressionant presa Bicaz construïda al riu Bistrița als anys 50 (una de les més grans de Romania) i el llac Bicaz resultant també són llocs d'interès turístic populars. Durău, l'única estació d'esquí del massís de Ceahlău, es troba a uns 30 km nord.

## Galeria d'imatges

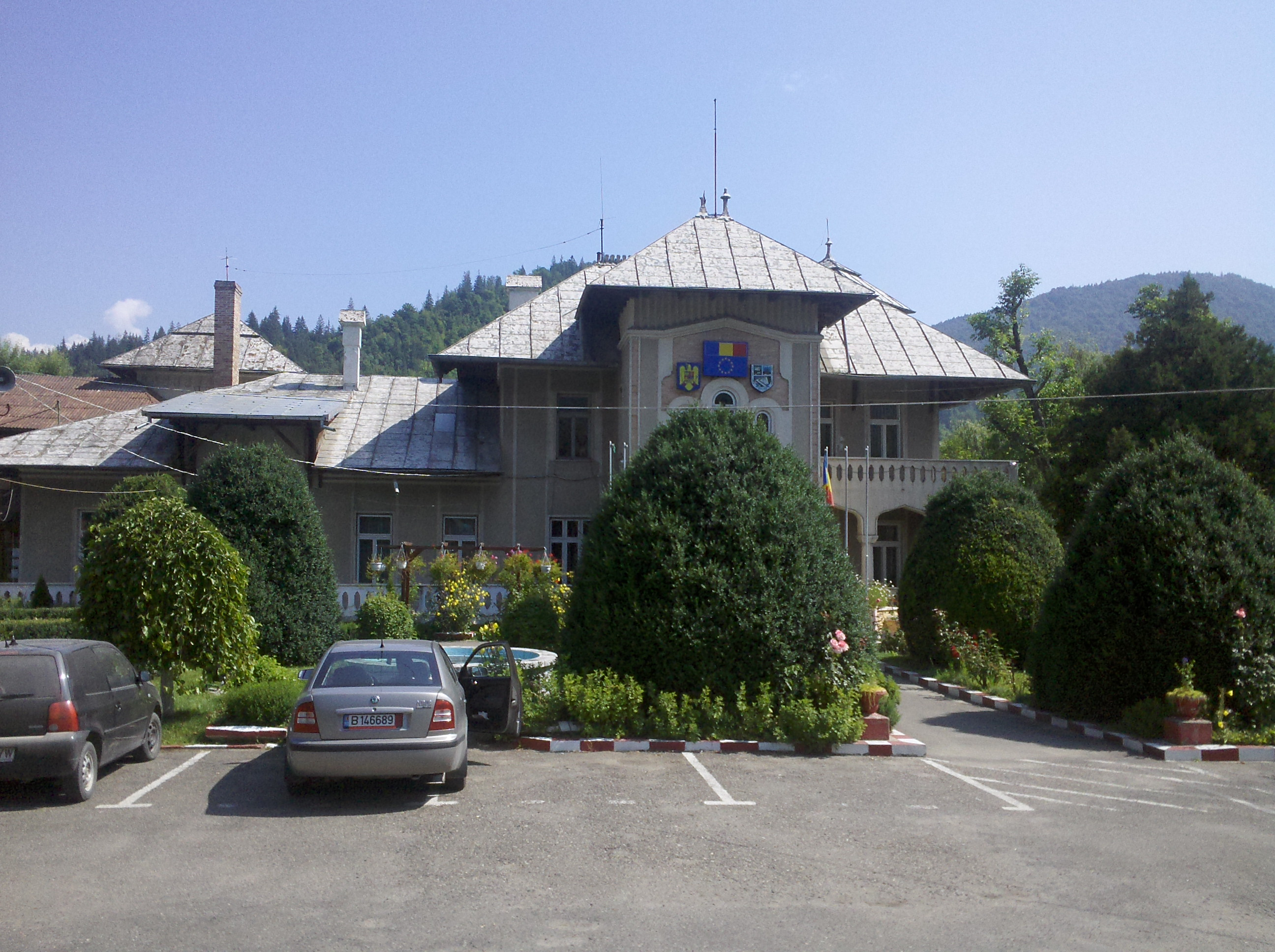
Ajuntament de Bicaz
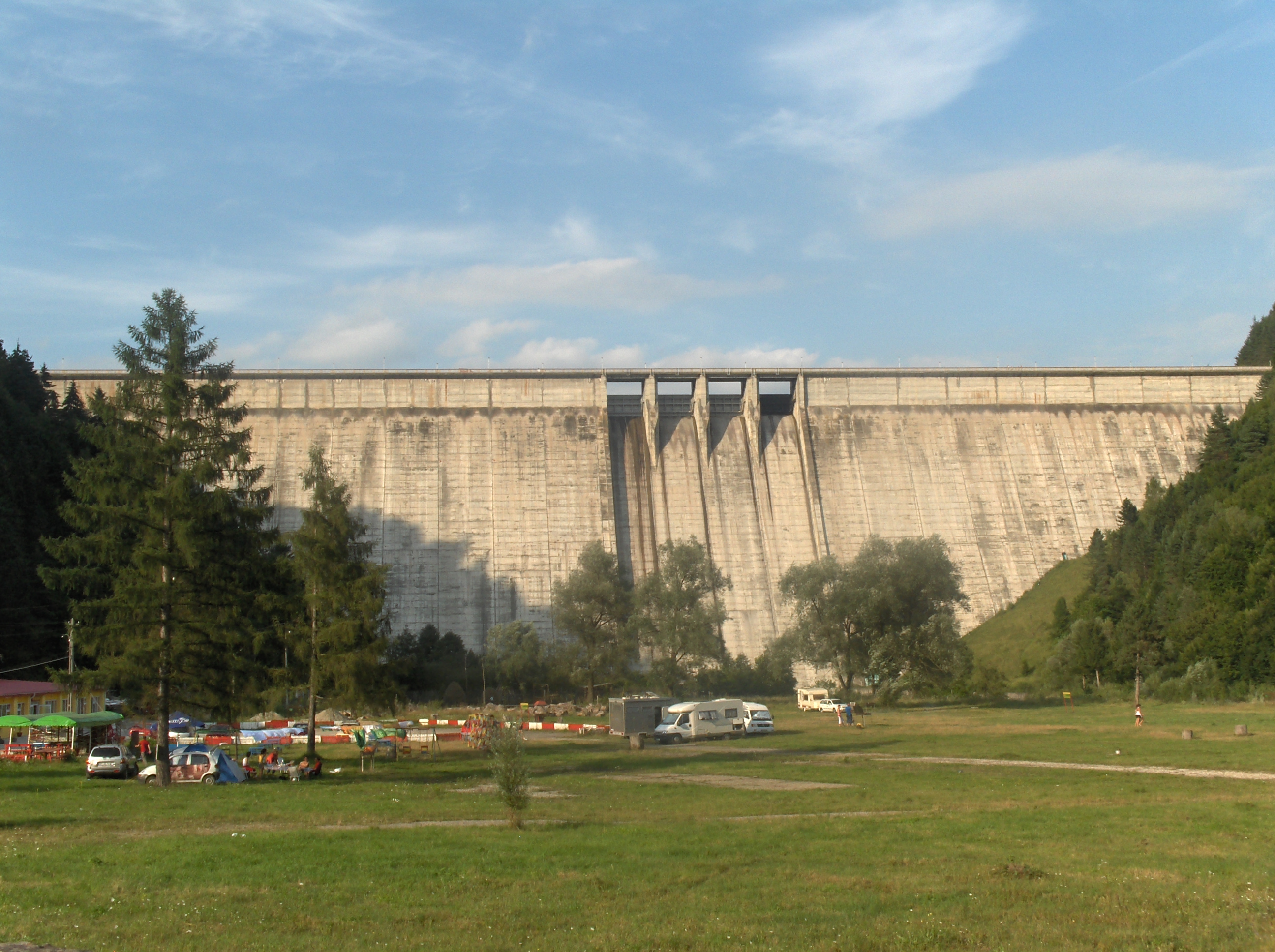
Presa Bicaz, de 127 metres d’alçada, construïda entre el 1950 i el 1960 al riu Bistrița
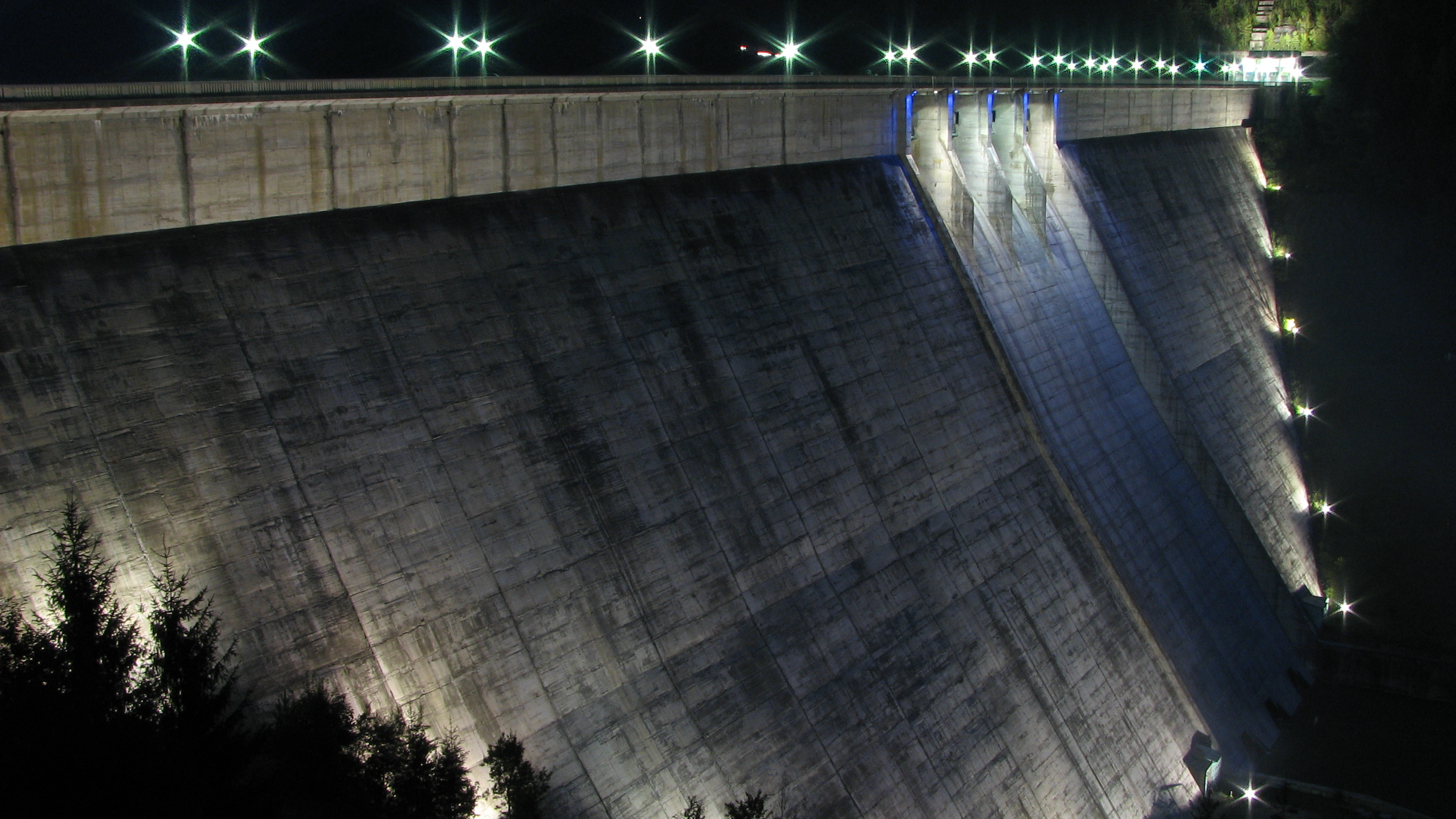
Vista nocturna de la presa
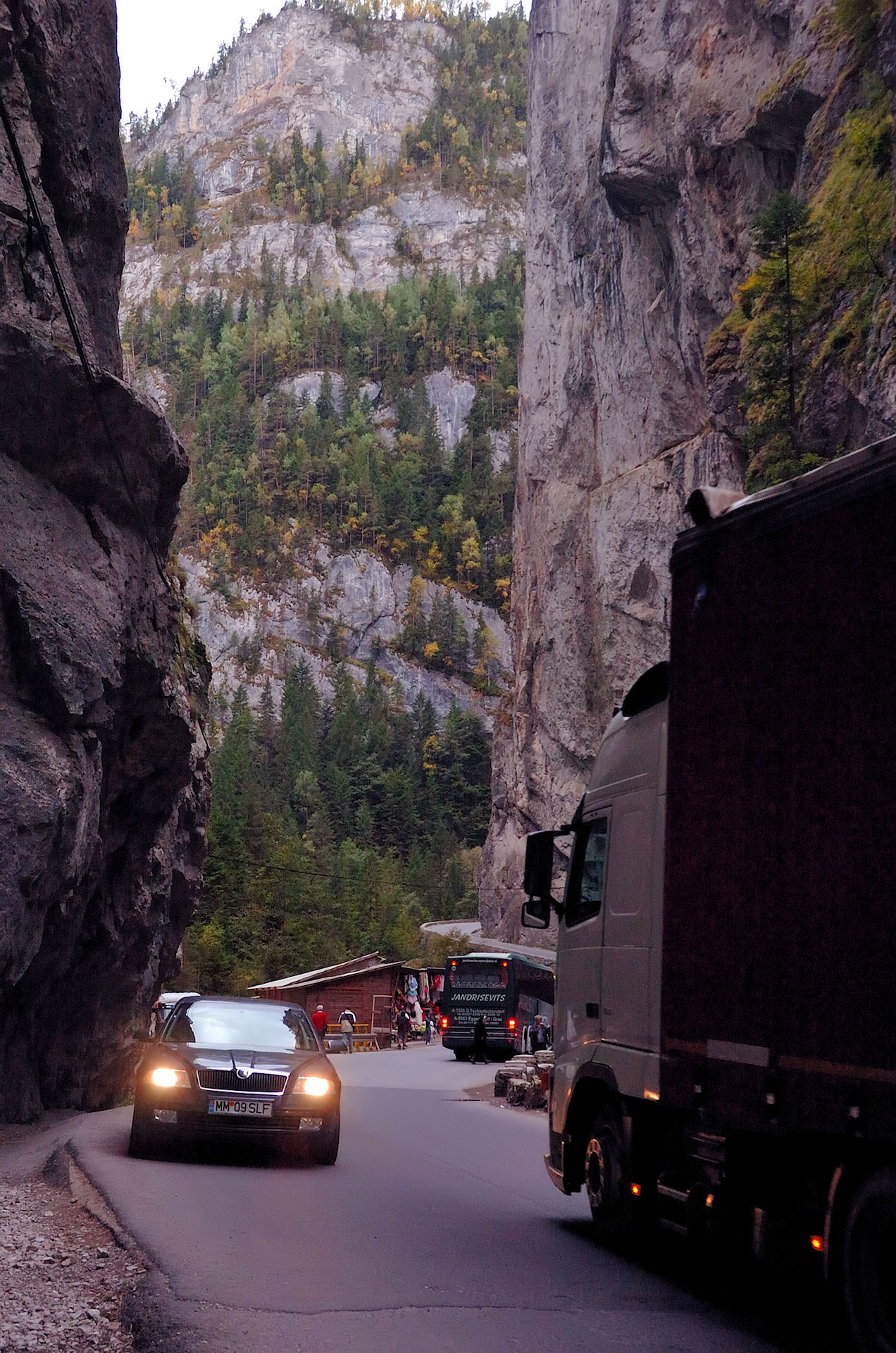
Bicaz Canyon, un pas estret que uneix les regions històriques romaneses de Moldàvia i Transsilvània per la carretera nacional DN12C